# День сил охраны правопорядка в Иране
День сил охраны правопорядка (перс. روز نیروی انتظامی‎) — иранский праздник, ежегодно отмечающийся 5 октября (13 мехра по иранскому календарю).

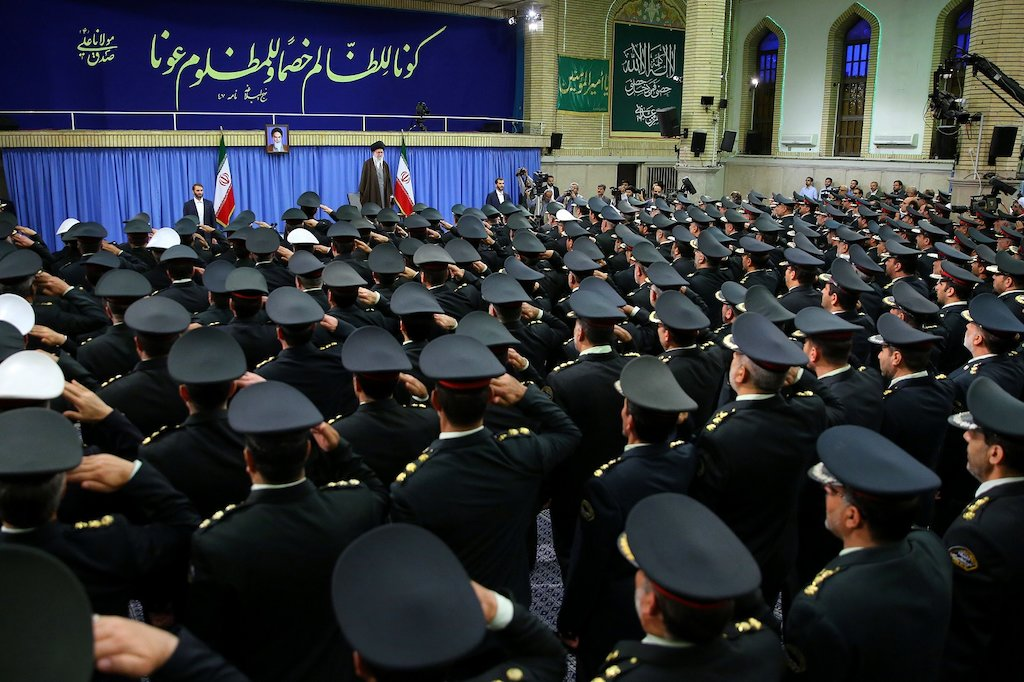

## История
Изначально День правоохранительных органов Исламской Республики Иран праздновался 27 июня, однако в 1999 году на основании многочисленных просьб и предложений населения верховный лидер ИРИ аятолла имам Хомейни подписал указ о переносе праздника на 13 октября. Причинами для этого стала июньская жара, которая делает затруднительным проведение любых массовых мероприятий, а также тот факт, что в июне начинаются каникулы в школах и университетах — таким образом, требовалось гораздо большее присутствие органов правопорядка на улицах Ирана.

## История правоохранительных органов Ирана
История иранских правоохранительных органов (их совокупность можно назвать «полицией») восходит к временам правления шаха Насер ад-Дина Каджара (правил в период с 1831 по 1896 год). В 1873, 1878 и 1889 годах он путешествовал по европейским странам, посетив, в том числе, и Российскую Империю. Во время одного из своих путешествий он приехал в Италию и крайне впечатлился итальянской системой организации правоохранительных органов. В связи с этим он принял решение переложить итальянский опыт на собственные владения.
Стоит отметить, что до реформ Насер ад-Дина шаха правоохранительные органы не были единой структурой, а представляли собой отдельные группы ополченцев, каждая из которых подчинялась напрямую муниципалитету того города, в котором находились.
11 ноября 1878 года муниципалитет провинции Тегеран проводил заседание. Табличка на двери кабинета заседания, на которой было написано «Штаб-квартира полиции в Дар аль-Халафе и Аль-Джазаиби» свидетельствовала о том, что одной из основных тем заседания была реформа правоохранительных органов. Спустя некоторое время было основано министерство внутренних дел.

Эмблема полиции Ирана

После прихода к власти шаха Резы Пехлеви (правил в период с 15 декабря 1925 года по 16 сентября 1941) было проведено множество реформ в различных сферах, в том числе — в сфере правоохранительных органов: были изменены многие названия органов, структура полиции и т. д. Новая система продержалась до Исламской революции 1979 года. В данной системе полиция состояла из двух частей: городской полиции и жандармерии, которая работала в деревнях.
После Исламской революции 1979 года Комитет Исламской революции был объединён с полицией. Органы охраны правопорядка Ирана включали в себя три подразделения: полиция, жандармерия и бывший Комитет Исламской революции. В 1991 году Меджлис принял решение объединить все три отдела в один. С того момента иранская полиция стала единым органом — Ниру-йе энтезами (перс. نیروی انتظامی‎), то есть «силы охраны правопорядка».